# Symfonie nr. 4 (Hemel)
Oscar van Hemel voltooide zijn Symfonie nr. 4 in 1962.
Van Hemel schreef het werk voor Anton Kersjes en zijn Kunstmaand Orkest. Deze gaf dan ook de première van het werk in de Bachzaal in Amsterdam op 15 mei 1962. Het werk werd later nog uitgevoerd door onder andere het Residentie Orkest. In 1964 was de symfonie op de Nederlandse radio te beluisteren in een uitvoering door het Radio Filharmonisch Orkest onder leiding van Jean Fournet. Die uitvoering werd later ook op elpee uitgebracht.
Het werk bestaat uit vier delen:
- Allegro moderato
- Passacaglia
- Scherzo
- Allegro con spirito

Orkestratie:
- 2 dwarsfluiten, 2 hobo’s, 2 klarinetten, 2 fagotten
- 4 hoorns, 3 trompetten, 3 trombones, 1 tuba
- pauken, percussie, harp
- violen, altviolen, celli, contrabassen